# Халфин, Назип Латылович
Назип Латылович Халфин вариант имени и отчества Неджиб Лятифович (1886—13 октября 1937) — исламист, делегат Всероссийского Учредительного собрания.

## Биография
Назип Халфин родился в Казани в 1886 году. Он учился в Казанском университете, затем работал журналистом и юристом, кроме того — преподавал.
В 1911 году Халфин оказался под надзором полиции как исламист. В 1917 году он возглавил Казанский мусульманский комитет и был избран участником I-го Всероссийского мусульманского съезда (1-11 мая) в Москве, а затем и II-го аналогичного съезда (21 июля — 2 августа) в Казани. Почти одновременно Назип Латылович являлся членом исполкома Милли-Шуро (Национальный совет), а также членом коллегии по организации Волжско-Уральского штата. На тот момент по политической позиции он был близок к эсерам.
В 1917 году Назип Халфин был избран в члены Учредительного собрания по Казанскому избирательному округу от губернского мусульманского собрания (список № 4). С 1921 года Халфин преподавал в Азербайджанском университете. Являлся автором трудов о творчестве писателя и публициста Гаяза Исхаки, члена ЦК партии кадетов Юсуфа Акчуры и других.
В 1930-е годы жил в Баку. Арестован по так называемому  «делу националистов». 3 октября 1937 года его имя значится в Сталинском расстрельном списке по Азербайджанской ССР по "1-й категории". 12 октября 1937 года приговорён к расстрелу Военной коллегией Верховного Суда СССР. 13 октября приговор приведён в исполнение в Баку.

## Комментарии
1. ↑  В других источниках дата смерти определена как 1938 год[2]. Здесь дата приводится по азербайджанским источникам, как более точная.